# Albín Chalupa
Albín Chalupa (27. února 1880 Lázně Bohdaneč – 31. března 1944 Praha-Břevnov) byl československý politik a meziválečný poslanec Národního shromáždění za Československou sociálně demokratickou stranu dělnickou.

## Biografie
V parlamentních volbách v roce 1920 získal mandát v Národním shromáždění. Obhájil ho v parlamentních volbách v roce 1925.
Mandátu se vzdal roku 1928 a jeho poslanecké křeslo obsadil Josef Macek. Albín Chalupa se totiž roku 1928 zapletl do aféry související s průběhem pozemkové reformy. Hospodářské, nájemní, stavební a bytové družstvo v Praze, které bylo založeno roku 1926 a kterému Chalupa předsedal, totiž získalo do vlastnictví dvůr Hrádek nad Nisou, jenž byl dříve součástí velkostatku Grabštejn náležejícího rodu Clam-Gallasů. V roce 1928 měl Chalupa a právník rodu Clam-Gallasů jednat o možnosti vyvázání dvora Hrádek nad Nisou ze záboru. Chalupa prý přislíbil podporu tomuto záměru, ale podmínil to úplatkem 50 000 Kč. Kauza se ovšem dostala na veřejnost a byla využita v zemských volbách v roce 1928. Sociální demokraté ho roku 1928 vyloučili ze strany.
Podle údajů k roku 1925 byl předsedou Svazu zemědělských a lesních dělníků v Praze-Břevnově.

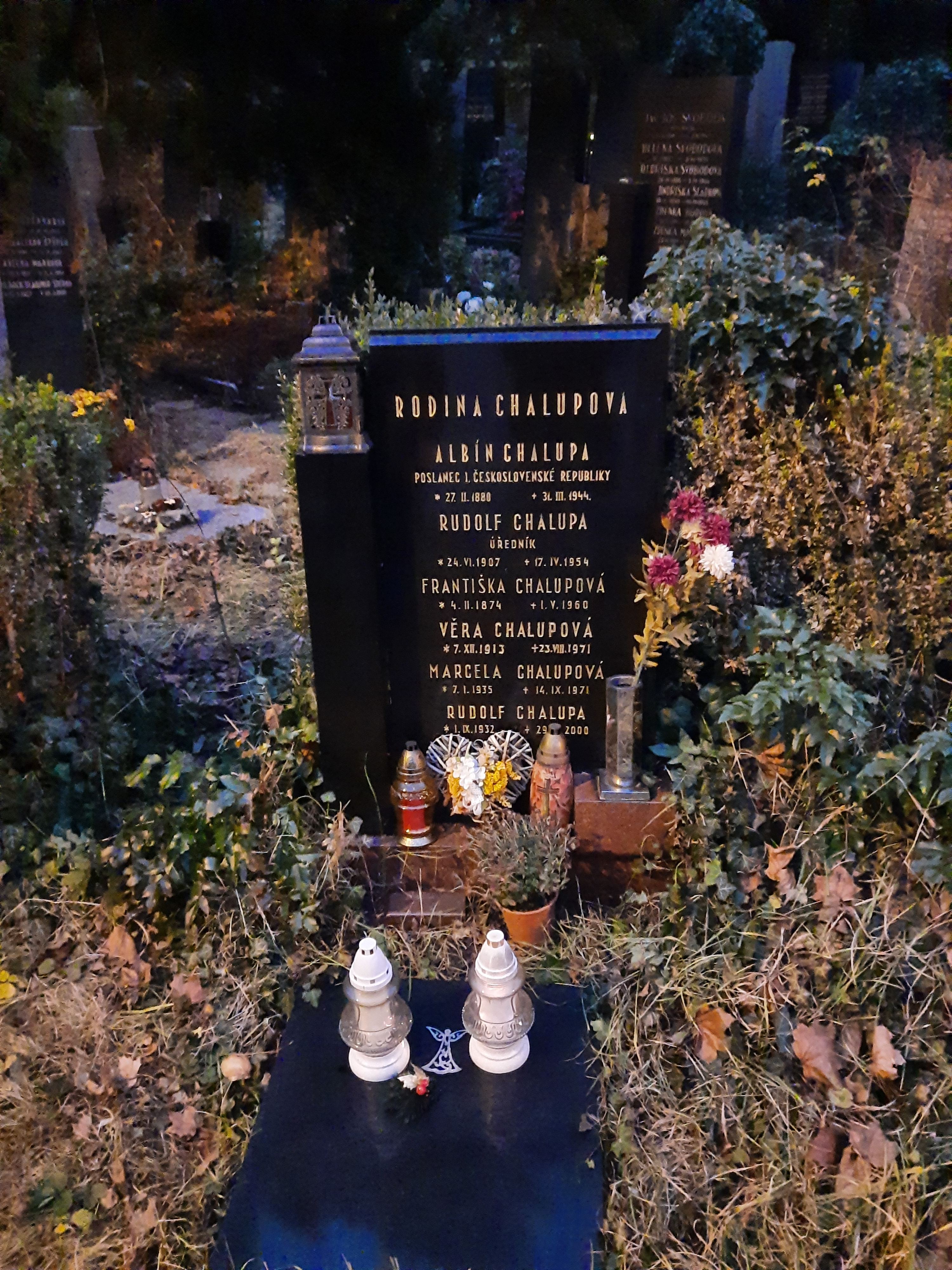
Hrob rodiny Albína Chalupy v Urnovém háji Krematoria Strašnice

Zemřel roku 1944 ve věku 64 let. Pohřben byl v Urnovém háji strašnického krematoria.